# Гіманка
Гіманка (фін. Himanka) — колишній муніципалітет Фінляндії.

## Опис
1 січня 2010 Гіманка була об'єднана з сусіднім містом Калайокі.
Гіманка розташована в провінції Західної Фінляндії і є частиною регіону Центральна Пог'янмаа. Населення в муніципалітеті становило 3123 (31 грудня 2009) та 649,84 км² з яких 395,21 км² — вода. Щільність населення становила 11,87 км².
Муніципалітет є повністю фінськомовним. До його складу входять села: Аіналі, Гіманкакюля, Пагкала, Перну, Пьонтійо, Раутіла, Сааренпяя, Томуйокі, Торвенкюля та Гілліля.
Основна продукція, що виробляється в районі: хутро (лисиця, норка). Працює також така галузь як дизайн і вироби з деревини та пластмаси.
Найдавніша центральна частина Гіманки називається Рауманкарі. В основі Гіманки — річка Лестіокі, яка впадає в Ботнічну затоку.